# (23774) Herbelliott
(23774) Herbelliott (1998 MZ41) – planetoida z pasa głównego asteroid okrążająca Słońce w ciągu 4,2 lat w średniej odległości 2,6 j.a. Odkryta 26 czerwca 1998 roku.